# Messerschmitt M 17
O M 17 foi um monoplano monomotor de asa alta biposto, para recreação fabricado na Alemanha em 1925. Foi desenvolvido por Willy Messerschmitt em Bamberg. A aeronave venceu várias competições e possibilitou a Willy Messerschmitt construir a sua primeira fábrica.